# Manuel Jiménez
Manuel Jiménez, född 2 februari 1940, död 27 september 2017, var en spansk bågskytt. Han deltog vid olympiska sommarspelen 1988.